# Vörös-víz
Vörös-víz är ett vattendrag i Ungern.   Det ligger i provinsen Tolna, i den västra delen av landet, 120 km sydväst om huvudstaden Budapest.